# Йоанис Аманатидис (политик)
Йоанис (Янис) Аманатидис  (на гръцки: Ιωάννης (Γιάννης) Γεωργίου Αμανατίδης) е гръцки учител и политик от Коалиция на радикалната левица (СИРИЗА), от септември 2015 година е заместник-министър на външните работи във второто правителство на Ципрас.

## Биография
Аманатидис е роден в семейство на учители на 2 юни 1961 година в Кукуш, Гърция. До 1978 година живее в Черпища (Терпни), Сярско. В 1981 година завършва химия в Кавала, а в 1985 година – педагогика в Солун. От 1985 година работи като учител в училищата в Каламария – от 1985 година е учител в начално училище в Солун, а от 1996 година е член на Учителската асоциация в Каламария, главен секретар на Учителската асоциацияа в Солун. Йоанис Аманатидис е член на Коалицията на левицата, движенията и екологията преди да влезе в редиците на СИРИЗА.
Избран е за депутат от избирателен район Солун I на общите избори през май 2012, юни 2012, януари и септември 2015 година от Коалиция на радикалната левица. Докато СИРИЗА е в опозиция, Аманатидис е говорител на партията по религиозните въпроси. От 23 септември 2015 година Аманатидис е заместник-министър на външните работи във второто правителство на Ципрас.
Йоанис Аманатидис е женен и има две деца.